# Magusa divaricata
Magusa orbifera là một loài bướm đêm trong họ Noctuidae.